# Werminghoff Hotel
Werminghoff Hotel – hotel funkcjonujący w latach 1897-1945 w Sopocie, na rogu Südstrasse 2 oraz Seestrasse 24/26 (później 64/66), dzisiejsze ulice ul. Grunwaldzka i ul. Monte Cassino 60.

## Historia
Finansowanie inwestycji zapewnił Edward Herbst.
Hotel zyskał swoją nazwę od nazwiska inicjatora jego wybudowania i pierwszego właściciela Hugona Werminghoffa.
Główne wejście do hotelu oraz restauracji znajdowało się od strony Südstrasse; od Seestrasse mieściły się: druga restauracja, cukiernia, zakład fryzjerski, apteka, a także mieszkania. W 1911 właścicielem został Brunon Heese. W 1934 nazwę zmieniono na Vorbach Hotel. W latach 1935–1936 architekt Henry Brettschneider przebudował hotel. Budynek został uszkodzony w 1945, a w 1951 rozebrany. W 1960 wybudowano w tym miejscu bar Alga.
Do chwili wybudowania w 1927 Kasino Hotel, późniejszego Grand Hotelu, był najbardziej ekskluzywnym tego typu obiektem w Sopocie.